# Singleton (Lancashire)
Pour les articles homonymes, voir Singleton.
Singleton est un village et une paroisse civile du Lancashire, en Angleterre.